# Bürgermedaillen der Stadt Regensburg
Die Goldene und die Silberne Bürgermedaille der Stadt Regensburg sind von der Stadt Regensburg vergebene Auszeichnungen. Geschaffen wurden beide per Magistratsbeschluss vom 30. April 1913.
Die Goldene Bürgermedaille wird an Persönlichkeiten verliehen, die sich um das Wohl oder das Ansehen der Stadt „hervorragende“ Verdienste erworben haben, die Silberne Bürgermedaille an Personen, die sich „in besonderer Weise“ um das Wohl oder das Ansehen der Stadt verdient machten. Die Vergabe erfolgt jeweils unregelmäßig.

## Träger

### Goldene Bürgermedaille
- 1913: Albert von Thurn und Taxis (1867–1952), bis 1918 Fürst von Thurn und Taxis
- 1914: Wilhelm von Neuffer (1847–1917), Kommerzienrat, Großhändler und Vorstand des Kollegiums der Gemeindebevollmächtigten
- 1922: Josef Bleyer (1878–1935), Staatsrat und Oberbürgermeister
- 1926: Anton von Henle (1851–1927), Bischof von Regensburg
- 1930: Margarethe Klementine von Österreich (1870–1955), Ehefrau von Albert von Thurn und Taxis
- 1949: Michael Buchberger (1874–1961), 74. Bischof der Diözese Regensburg
- 1956: Karl Staudinger (1878–1964), Oberstadtschulrat und Stadtrat
- 1968: Walter Boll (1900–1985), Kunsthistoriker, Kulturdezernent und Museumsdirektor
- 1987: Eberhard von Kuenheim (* 1928), früherer Vorstandsvorsitzender der BMW AG
- 1978: Rudolf Graber (1903–1992), Theologe und Bischof von Regensburg
- 1981: Hans Weber (1912–2003), Bürgermeister
- 1982: Sigmund Silbereisen (1912–1999), Bürgermeister
- 1988: Franz Schmidl (1923–1990), geschäftsführender Vorsitzender der ärztlichen Fortbildung Regensburg
- 1989: Wilhelm Gastinger (1929–2021), CSU-Politiker; Finanzbeamter und bayerischer Landtagsabgeordneter
- 1992: Friedrich Viehbacher (1933–1993), Jurist, Oberbürgermeister
- 1992: Josef Burgau (1912–1997), Geschäftsführer, früher Gewerkschafter
- 2001: Hildegard Anke, Bürgermeisterin
- 2001: Manfred Müller (1926–2015), Bischof von Regensburg
- 2011: Christa Meier (1941–2024), erste Oberbürgermeisterin von Regensburg
- 2014: Gerhard Weber (* 1948), Bürgermeister
- 2022: Johann Vielberth, Unternehmer

### Silberne Bürgermedaille
- 1917: Johann Leonhard Seyboth (1850–1920), Seilerwarenfabrikant, Magistratsrat
- 1918: Johann Arnold (1838–1920), Kaminkehrermeister, Kath. Stiftungsrat, Armen- und Magistratsrat
- 1924: Adolf Schmetzer (1854–1943), Städt. Oberbaurat
- 1925: Ferdinand Josef Anton Ditthorn (1864–1949), Rechtsrat
- 1927: Heinrich Christlieb (1861–1936), Großhändler, Geh. Kommerzienrat, Stadtrat
- 1929: Georg Steinmetz (1850–1945), Pädagoge, Altphilologe, Historiker und Konrektor
- 1932: Ludwig Eckert (1874–1944), Kommerzienrat
- 1948: Josef Barth (1882–1950), Obersekretär, Stadtrat; Michael Burgau (1878–1949), Reichstagsabgeordneter und Stadtrat; Josef Gräßl (1887–1964), Stadtrat; Thomas Härtl (1870–1955), Landesgewerberat, Stadtrat; Karl Staudinger (1878–1964), Oberstadtschulrat und Stadtrat
- 1949: Karl Heinz Esser sen. (1880–1961), deutscher Verleger und Politiker (SPD)
- 1950: Max Zwick (1881–1970), Stadtrechtsrat
- 1953: Eugen Wiedamann (1873–1954), Zinngießermeister, Gewerberat
- 1954: Wilhelm Schmitt (1874–1959), Landgerichtsdirektor
- 1955: Franz Jepsen (1880–1969), Stadtoberamtmann, Stadtrat; Otto Meyer (1882–1969), Industrieller; Wolfgang Roller (1875–1961), Chemiegraph, Stadtrat
- 1956: Georg Otto Christlieb (1886–1958), Direktor
- 1958: Heinrich Büchner (1884–1960), Sattlermeister, Stadtrat; Martin Ernst (1888–1962), Verwaltungsdirektor, Stadtrat
- 1962: Josef Engert (1882–1964), Industrieller; Otto Karl Freiherr Schirndinger von Schirnding (1892–1979), Chef der Thurn- und Taxis’schen Gesamtverwaltung
- 1964: Josef Hiltl (1889–1979), Weihbischof; Wilhelm Koller (1894–1988), Oberkirchenrat
- 1965: Adolf Kehrle (1895–1982), Kaufmann, Bürgermeister; Ludwig Wiedenmann, Stadtrat
- 1967: Franz Hartl (1907–1976), Kaufmann
- 1975: Karl Fischer (1904–1976), Oberstaatsanwalt, Landtagsabgeordneter, Stadtrat; Hans Weber (1912–2003), Bürgermeister
- 1977: Josef Burgau (1912–1997), Geschäftsführer; Hans Himmelmeyer (1924–2009), Ingenieur, Stadtrat; Bernhard Suttner (1907–1983), Schneidermeister, Präsident der Handwerkskammer; Georg Zitzler (1903–1986), Oberbürgermeister
- 1978: Wilhelm Gastinger (1929–2021), Stadtrat und Landtagsabgeordneter; Karl Pfluger (1910–2007), Bürgermeister; Siegmund Silbereisen (1912–1999), Bürgermeister
- 1979: Elmar Schieder (1919–2003), Bürgermeister; Richard Wagner (1914–1979), Stadtrat und Landtagsabgeordneter
- 1980: Gerhard Brückner (1906–2000), Obersozialgerichtsrat, Stadtrat
- 1982: Hermann Höcherl (1912–1989), deutscher Innen- und Landwirtschaftsminister
- 1983: Hans Rosengold (1923–2011), Vorsitzender der jüdischen Gemeinde Regensburg
- 1985: Gertraud Bogner, Stadträtin; Helmut Kruczek (1921–1996), Malermeister, Stadtrat ; Alfons Schneider (1923–2011) Stadtrat und Landtagsabgeordneter
- 1986: Hans Jakob (1908–1994), Fußballspieler
- 1988: Karl Flügel (1915–2004), Weihbischof von Regensburg; Leon Hermann (1908–1992), Vorstandsmitglied der jüdischen Gemeinde; Wilhelm Schubert (1925–2010), Dekan
- 1989: Mathilde Berghofer-Weichner (1931–2008), bayerische Justizministerin und Abtreibungsgegnerin
- 1990: Karl Heinz Esser jun. (1930–1995), Verleger;  Max Kaunzinger (1921–1994), Bundesbahnamtmann; Rolf Sonntag (1926–1998), Apotheker
- 1991: Theo Grätz (1929–2005), Amtsinspektor; Max Josef Zilch (1911–2002), Arzt
- 1996: Johann Vielberth (* 1932), Unternehmer
- 1999: Alois Pindl (1920–2021), Kaufmann und Schulgründer
- 2000: Andreas Insinger (1928–2009), Unternehmer; Camilla Insinger, Unternehmerin; Rupert D. Preißl
- 2001: Helmut Altner (* 1934), Biologe, Wissenschaftsmanager und Universitätsrektor; Egon Scheubeck (1931–2006), Unternehmer
- 2003: Otto Schwerdt (1923–2007), Vorsitzender der israelitischen Kultusgemeinden in Bayern
- 2007: Horst Eifler (* 1936), Bürgermeister; Franz Schlegl (1939–2012), fürstlicher Oberfinanzrat, Stadtrat
- 2008: Walter Annuß (* 1939), Bürgermeister, Stadtrat; Alfred Hofmaier (1938–2010), Bürgermeister, Stadtrat
- 2014: Peter Welnhofer (* 1948), Jurist, Stadtrat und Landtagsabgeordneter
- 2015: Margot Neuner (* 1940), Stadträtin
- 2018: Ilse Danziger (* 1948), Vorstand der Jüdischen Gemeinde Regensburg

## Weitere
Die Stadt Regensburg vergibt auch die Albertus-Magnus-Medaille an Personen, die sich vorwiegend um die Kultur in der Stadt verdient gemacht haben, sowie die Matthäus-Runtinger-Medaille an Personen, die sich auf wirtschaftlicher Ebene um die Stadt verdient gemacht haben.